# Kopřivnice
Kopřivnice (prononcer : ˈkopr̝̊ɪvɲɪtsɛ ; en allemand : Nesselsdorf ; en polonais : Koprzywnica) est une ville du district de Nový Jičín, dans la région de Moravie-Silésie, en République tchèque. Sa population s'élevait à 21 604 habitants en 2024.
Le siège et les principales usines du constructeur de camions Tatra y sont implantés.

## Géographie
Kopřivnice se trouve à 10 km à l'est de Nový Jičín, à 27 km au sud-sud-ouest d'Ostrava et à 272 km à l'est-sud-est de Prague.
La commune est limitée par Příbor au nord, par Hukvaldy et Kozlovice à l'est, par Tichá et Lichnov au sud, et par Štramberk et Závišice à l'ouest.

## Histoire
Les premières traces de peuplement remontent à l'âge de pierre. On y a trouvé des os datés de 40 000 av. J.-C. Une source a été découverte à l'ouest du versant nord de la Pierre-Rouge. Une colonie celte nommée d'après la source locale s'y installa. Dans la moitié du XIIIe siècle, un village émerge sous l'impulsion de l'évêque Bruno d'Olomouc du château de Schaumbourg.
Au milieu du XVIe siècle, existait une église en bois, monument le plus précieux du Kopřivnice antique. Elle possédait un plafond à caissons et un autel original en trois parties, qui est conservé dans le Musée provincial. Dans le cimetière entourant l'église on peut encore voir deux tombes ornées de croix en grès napoléoniennes. Le cimetière a été déclaré monument national. L'église a été détruite en 1897.
Le 5 octobre 1621, le village fut attaqué et pillé par des rebelles valaques, sous la direction de Sir John Adam Vítkova. L'invasion danoise de 1626-1627 puis les opérations militaires des Suédois de 1642 à  1645 entraînèrent une aggravation du servage qui poussa les serfs à se révolter en 1643 et 1695.
En 1820, la première école en brique fut construite. En 1822, naquit Ignace Šustala, le fondateur de l’usine de fabrication des voitures Tatra. La ville est, d'un point de vue historique, liée à la célèbre marque Tatra. Elle constitue, avec la ville pittoresque de Štramberk, avec Příbor, ville natale de Freud, et avec Hukvaldy, connue grâce au compositeur Janáček, la « Porte de collines des Beskydes », dans la région de Lachie. Bien qu’il s’agisse d’une petite région, elle se distingue par une nature magnifique, des monuments précieux, des curiosités touristiques et ses activités économiques.

## Population
Recensements (*) ou estimations de la population de la commune dans ses limites actuelles :
| 1869* | 1880* | 1890* | 1900* | 1910* | 1921* |
| ----- | ----- | ----- | ----- | ----- | ----- |
| 3 090 | 3 193 | 3 833 | 5 309 | 6 396 | 7 071 |

| 1930* | 1950* | 1961* | 1970*  | 1980*  | 1991*  |
| ----- | ----- | ----- | ------ | ------ | ------ |
| 7 276 | 7 829 | 9 689 | 12 917 | 19 044 | 24 102 |

| 2001*  | 2011*  | 2015   | 2016   | 2017   | 2018   |
| ------ | ------ | ------ | ------ | ------ | ------ |
| 23 747 | 22 174 | 22 417 | 22 273 | 22 237 | 22 091 |

| 2019   | 2020   | 2021*  | 2022   | 2023   | 2024   |
| ------ | ------ | ------ | ------ | ------ | ------ |
| 21 949 | 21 851 | 21 019 | 21 395 | 21 669 | 21 604 |

## Administration
La commune se compose de quatre sections :
- Kopřivnice
- Lubina
- Mniší
- Vlčovice

## Patrimoine
- Ruines du château Šostýn
- Raškov perspective
- Musée technique Tatra
- Musée Lachie
- Musée Fojtství
- La statue restaurée de Tomáš Masaryk

## Transports
Par la route, Kopřivnice se trouve à 6 km de Příbor, à 12 km de Nový Jičín, à 35 km d'Ostrava et à 344 km de Prague.

## Personnalité
- Zdeňka Veřmiřovská (1913-1997), championne olympique et du monde de gymnastique artistique, y est née.
- Emil Zátopek (1922-2000), coureur de fond, y est né

## Jumelages
- Trappes (France)
- Zwönitz (Allemagne)
- Myszków (Pologne)
- Castiglione del Lago (Italie)
- Magyarpolány (Hongrie)
- Lučenec (Slovaquie)

## Source
- (cs) Cet article est partiellement ou en totalité issu de l’article de Wikipédia en tchèque intitulé « Kopřivnice » (voir la liste des auteurs).